# Johan Otto Raben
Johan(n) Otto Raben (født 22. februar 1646, død 11. november 1719 på Stück, Mecklenburg) var dansk gehejmeråd og amtmand.
Han var søn af en svensk oberst Victor Raben til Stück i Mecklenburg og Sophie Hedevig von Walschleben. Han fødtes 22. februar 1646, blev ved faderens død 1657 ejer af Stück, men rejste som ung til Danmark, hvor han 1667 udnævntes til hofjunker samt året efter til forskærer hos kongen. Senere indtrådte han i hæren og er formentlig den Raben, der 1675 nævnes som ritmester reformé og erklærer sig villig til at hverve et regiment. Året efter blev han Ritmester ved 2. jyske Rytterregiment, blev 1677 major og oberstløjtnant og tog under Ulrik Frederik Gyldenløve i sommeren 1678 del i belejringen af Båhus og kampen på Hisingen.
Ved reduktionen efter freden afgik han fra tjenesten og fik 1680 afskedspatent. 1683 udnævntes han, der 1671 var blevet kammerjunker, til hofmarskal. Han var stadig hofmarskal 1697 da han blev amtmand over Kronborg og Frederiksborg Amter samt inspektør over staldene og stutterierne der. Under svenskernes angreb 1700 gjorde han meget for at beskytte Frederiksborg Slot mod fjenderne. De nævnte stillinger havde han til 1717, da han afskedigedes på grund af svagelighed, dog bibeholdt han gagen på livstid.
1695 fik han det hvide bånd, 1698 rang af general til hest og til fods og blev året efter gehejmeråd. Han døde 11. november 1719 på Stück. Han havde fra 1711 til sin død eneret til at drive det Kongelige Assistenshus. Hans enke, som også havde været indskudsgiver i foretagendet, videreførte driften og sønnen Christian Frederik Raben overtog senere.
Raben giftede sig 1. gang (1685) med Dorothea von Reichou (død 1689), datter af en fyrstelig cellisk hofmester Martin von Reichou. Han giftede sig 2. gang (12. juli 1692) med Emerentia Levetzow (22. juni 1669 – 11. februar 1746), datter af gehejmeråd Hans Friedrich von Levetzow. Hans enke, Emerentia Levetzow, købte 1725 af kongen Ålholm og Bramslykke i Musse Herred, hvoraf hun 1734 oprettede Grevskabet Christiansholm for sin sønnesøn. I 1725 købte hun Bremersvold og 1728 Kjærstrup. Raben var ejer af Vinderslevgård i Lysgård Herred.